# Ivy Green
Ivy Green was een van de eerste Nederlandse punkbands. De band was afkomstig uit Hazerswoude-Dorp. Ivy Green werd opgericht door Eduard van Bockel, Tim Mullens, Ernst Kamphuis en Arther van Dijke in 1975 en speelde simpele, rauwe rock-'n-roll, die moeiteloos aansloot bij de in 1977 opbloeiende punkrage. De band speelde zichzelf toen in de kijker tijdens de D-days die popjournalist en presentator Fer Abrahams in het Amsterdamse Paradiso organiseerde. Hij was het ook die het debuutalbum van Ivy Green bestempelde als de "definitieve Nederlandse punkplaat", een kwalificatie die grif door andere media werd overgenomen.
Ivy Green was een van de weinige Nederlandse punkbands die binnen korte tijd een platencontract bij een grote platenmaatschappij wisten binnen te slepen. Bovendien was het ook een van de weinige Nederlandse bands uit de generatie van eind jaren 70 die het langer dan drie jaar volhield.
In 1982 schakelde de band over naar een meer rock- en soulgeoriënteerd repertoire, compleet met blazers, om zich twee jaar later her uit te vinden als garagerockband. In 1990 werd besloten de groep op te heffen.

## Bezetting (1990)
- Tim Mullens - Zang, gitaar
- Bart den Boer - Gitaar
- Martijn Loos - Keyboards
- Simon Francken - Bas
- Arther van Dijke - Drums

## Discografie

### Singles
- Wap Shoo Wap (7", 1978, WEA)
- The Damage, B-kant Silent Floor (7", 1983, No Bluff)
- Dreaming Of You, B-kant World Of Light (7", 1984, No Bluff)
- The Garageland EP (A-kant Hamburger Heaven; B-kant Distress/I'm Wild/Strangelove) (7", 1984, No Bluff)
- Good Thing Happen, B-kant Love Is Kind (7", 1985, Circo Re)
- The Turning Point, splitsingle met Tröckener Kecks (B-kant Los Zand) (7", 1985, No Bluff)
- Into The Deep, B-kant Come On Down (7", 1990, VAN)

### Albums
- Ivy Green (LP, 1978, WEA)
- The Quest (LP, 1984, No Bluff)
- All On The Beat (LP, 1985, Circo Re)
- Whatever They Hype (2LP, 1986, Circo Re) (heruitgave van eerste lp met verzamelde singles)
- Moon Raised (LP, 1987, Megadisc)
- Ivy Green (CD, 1990, VAN; 1992, Fonos/VAN; 2016, Pseudonym) (cd-heruitgaves van eerste lp)
- Real Slow Burn (CD, 1990, VAN)
- In 2011 werden Ivy Green, The Quest, All On The Beat en Moon Raised heruitgegeven op CD door het Japanse 1977 Records

### Overig
- 'Pak 'M Beet' (op LP "Uitholling Overdwars", SPN, '79)